# Karl Nordlund (målare)
Karl Gustav Nordlund, född 15 december 1916 i Halla, Gotlands län, död 14 juni 2003 i Kumla, Örebro län, var en svensk målare.
Han var son till postmästaren Carl Gustaf Kaxell och Emma Josefina Nordlund samt från 1947 gift med arkitekten Joronn Sitje Vogt. Efrer avslutade handelsstudier i Örebro studerade han konst vid Grünewalds målarskola 1943-1944 han fortsatte därefter sina studier i Italien och Schweiz 1947-1948 samt i Norge 1951. Han var bosatt på Mallorca 1953-1958 och bedrev då intensiva studier av El Grecos målningssätt på Pradomuseet. Separat ställde han ut på Färg och form 1954 och i Uppsala, Ljungby, Ljusdal och Örebro. Tillsammans med Lennart Forsberg ställde han ut i Borås 1957. Han medverkade i flera samlingsutställningar bland annat i Stockholms salongen på Liljevalchs konsthall. Hans konst består av figurer, interiörbilder och landskapsskildringar från Sverige och Spanien utförda i olja ofta med en tempera som grund. Nordlund är representerad vid bland annat Moderna museet.